# Blauer Gauchheil
Der Blaue Gauchheil (Anagallis foemina) ist eine Pflanzenart aus der Gattung Gauchheil (Anagallis) in der Unterfamilie der Myrsinengewächse (Myrsinoideae) innerhalb der Familie der Primelgewächse (Primulaceae).

## Beschreibung
Beim Blauen Gauchheil handelt es sich um eine einjährige krautige Pflanze, die Wuchshöhen von meist nur 3 bis 5 cm erreicht. Der niederliegende bis aufsteigende Stängel erreicht Längen von etwa 5 bis 25 cm.
Die meist kreuzgegenständig, selten auch zu dritt quirlig am Stängel angeordneten Laubblätter sind von dunkelgrüner Farbe und von länglich-eiförmiger Gestalt.
Die Blüten sitzen einzeln in den Blattachseln und besitzen Stiele, die so lang oder nur wenig länger als die Blüten selbst sind. Die Krone wird bis zu 14 mm breit, ist oberseits blau und unterseits violett gefärbt. Die Kronblätter sind am Rande fransig gezähnelt und mit fünf bis 10, seltener auch bis zu 15 meist vierzelligen Drüsenhaaren versehen. Die Kelchblätter sind am Rande sehr fein gesägt. Der Blaue Gauchheil blüht vorwiegend in den Monaten Juni bis September.
Die 10 bis 20 mm langen Fruchtstiele tragen eine Kapselfrucht, die meist 15 bis 16 Samen enthält.
Die Chromosomenzahl beträgt 2n = 40.

## Giftigkeit
Über die Inhaltsstoffe des Blauen Gauchheils liegen keine näheren Angaben vor; von einem Gehalt an Saponinen muss man wohl ausgehen.

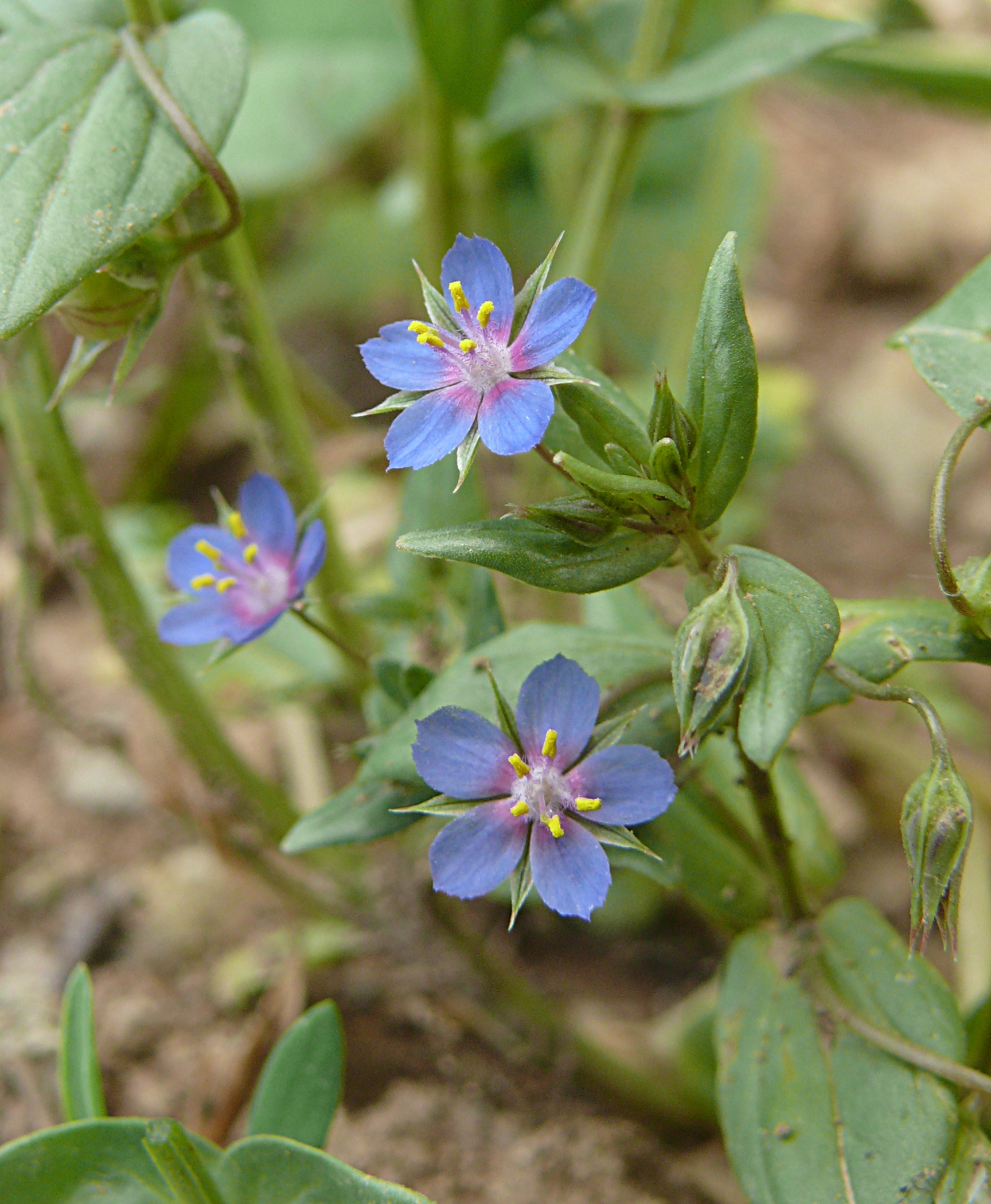
Blauer Gauchheil (Anagallis foemina)

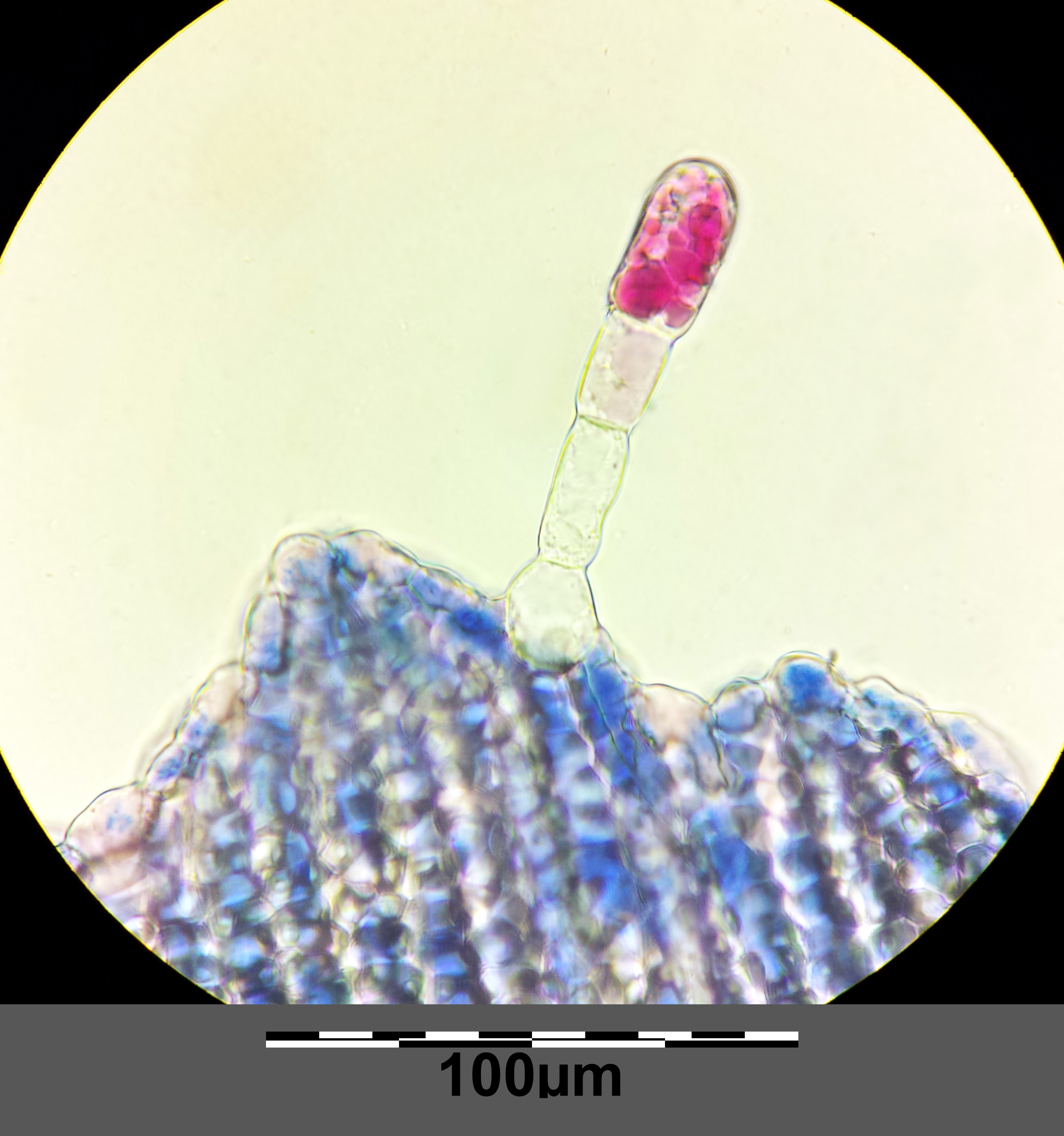
Der Kronblattrand ist mit meist vierzelligen Drüsenhaaren mit länglicher Endzelle besetzt.

## Vorkommen
Der Blaue Gauchheil kommt vom Mittelmeergebiet bis Kleinasien vor. Ferner findet man ihn über Mittel- und Nordeuropa bis nach Nord- und Ostasien. Außerhalb des eurasischen Kontinents ist er in Mittelamerika, Südbrasilien sowie Westaustralien verbreitet.
In Deutschland ist die Art nur im mittleren und südwestlichen Gebiet häufiger zu finden. Darüber hinaus ist sie sehr selten oder fehlt ganz.
In Österreich und der Schweiz kommt der Blaue Gauchheil zerstreut bis selten vor.
Anagallis foemina wächst in Getreideunkrautgesellschaften, in Gärten und auf schutthaltigen Plätzen. Er bevorzugt mehr oder weniger trockene, warme, nährstoff- und kalkreiche, meist lehmige Böden. Er ist in Mitteleuropa eine Charakterart des Caucalidion lappulae-Verbands. Im Mittelmeergebiet kommt er auch in Therophyten-Trockenrasen vor.
Der Blaue Gauchheil besiedelt meist nur Getreideäcker, fällt aber erst auf Stoppeläckern auf, in Hackfruchtäckern ist er selten zu finden. Im Tiefland fehlt er großräumig, in Gebieten mit kalkarmen oder kalkfreien Böden fehlt er fast ganz. Er bildet kaum individuenreiche Bestände.

## Ähnliche Arten
Der Blaue Gauchheil kann leicht mit der blau blühenden Form des Acker-Gauchheils (Anagallis arvensis) verwechselt werden. Diese Farbvariante besitzt im Gegensatz zum Blauen Gauchheil Kronblätter, die am Rande nicht stark zerfranst sind sowie zahlreiche (50 bis 70) Drüsen aufweisen.